# Digital Up Converter
Ein Digital Up Converter, kurz DUC, ist eine elektronische Schaltung die ein digitales Basisbandsignal in ein höherfrequentes Signal in Zwischenfrequenzlage (Bandpasssignal) oder direkt in Hochfrequenzlage zur Abstrahlung umsetzt. Praktische Anwendung finden sich unter anderem im Bereich der drahtlose digitalen Nachrichtenübertragung, beispielsweise in Basisstationen und Mobiltelefonen.
Das funktionelle Gegenstück dazu ist der Digital Down Converter (DDC).

## Funktion

Blockschaltbild mit DUC

Das digitale Basisbandsignal hat typischerweise eine Abtastrate gleich der Symbolrate der jeweiligen Modulationsart. Dieses digitale Basisbandsignal wird im Regelfall zur Sicherung gegen Übertragungsfehler zunächst kanalcodiert und dann im DUC in einen Datenstrom mit einer höheren Abtastrate umgesetzt, bevor es mit dem höherfrequenten Trägersignal in einer Mischstufe in eine Zwischenfrequenzlage gemischt wird. Die Zwischenfrequenz wird meist mit einer Direct Digital Synthesis (DDS) generiert. In einem DUC werden zur Gewährleistung einer möglichst hohen spektralen Effizienz zusätzliche Filter zur Pulsformung wie Raised-Cosine-Filter integriert.
Der so gebildete und geformte digitale Datenstrom des DUC in Zwischenfrequenzlage wird dann einem Digital-Analog-Umsetzer (DAC) zugeführt, der daraus ein analoges Bandpasssignal erzeugt. Dieses wird dann mit einer weiteren, analogen Mischstufe in die eigentliche Frequenzlage zur Abstrahlung umgesetzt. Vor der Antenne zur Abstrahlung befinden sich üblicherweise analoge Kanalfilter um Nachbarkanalstörungen zu minimieren und ein Leistungsverstärker (PA) um das Sendesignal auf die gewünschte Sendeleistung zu verstärken.
Die Implementierung des DUCs kann sowohl in einem Field Programmable Gate Array (FPGA), digitalen Signalprozessor (DSP), oder auch in anwendungsspezifischer integrierter Schaltung (ASIC) erfolgen.